# Nordisk guld
Nordisk guld er legeringen som de 3 euromønter med værdierne 10, 20 og 50 eurocent er lavet af. Det er også blevet brugt I andre lande til for eksempel den svenske 10 krone. Det er sammensat af 89% kobber, 5% aluminium, 5% zink og 1% tin.
Det indeholder intet guld — Det er usandsynligt at det vil blive forvekslet med guld da dets farve og massefylde adskiller sig fra guldets. Det indeholder for meget zink til at være en slags aluminiumsbronze.